# Noè Conti
Noè Conti (Montefalco, 8 marzo 1933 – Roma, 4 giugno 2015) è stato un ciclista su strada italiano, professionista dal 1958 al 1963 e vincitore della Coppa Bernocchi 1959.

## Carriera
Da dilettante mise in mostra buone doti di passista, collezionò alcune vittorie, tra cui quelle al Gran Premio Pretola 1954 e al Trofeo Alcide Degasperi 1956, e giunse terzo al Giro dell'Umbria 1952, secondo al Coppa 29 Martiri di Figline di Prato 1953, quarto al Circuito del Basso Nera 1953 e quinto al Gran Premio della Liberazione 1957.
Passò professionista nel 1958 partecipando alle più importanti corse in linea del panorama ciclistico italiano e mettendosi in mostra con i podi a Giro dell'Emilia, Giro dell'Appennino e Giro di Sicilia in linea. Nel 1959 vinse la Coppa Bernocchi e prese parte al Giro d'Italia portandolo a termine in ventisettesima posizione. Negli anni successivi continuò a partecipare alle più importanti corse del circuito italiano: non riuscì più a vincere, ma colse molti piazzamenti, fra cui i podi nel 1959 al Trofeo Matteotti e al Giro di Sicilia a tappe, nel 1960 al Giro delle Alpi Apuane e nel 1961 al Giro di Campania e al Giro della Provincia di Reggio Calabria.
Anche suo fratello minore Franco Conti fu un ciclista professionista, vincitore fra i dilettanti del Giro Ciclistico d'Italia nel 1976. Il nipote Valerio Conti, anch'egli ciclista, ha invece vestito la maglia rosa per sei giorni al Giro d'Italia 2019.

## Palmares
- 1954 (Dilettanti)

Gran Premio Pretola
- 1956 (Dilettanti)

Trofeo Alcide Degasperi - Roma
- 1957 (Dilettanti)

Trofeo Napoleone Faina
Classifica generale Internationale Ernst-Sachs-Gedachtnis-Rennen
- 1958 (Bianchi, una vittoria)

9ª tappa Giro dei Due Mari (Prato > Bologna)
- 1959 (Bianchi, una vittoria)

Coppa Bernocchi

## Piazzamenti

### Grandi Giri
- Giro d'Italia

1959: 27º
1960: 33º
1961: 27º
1962: 33º

### Classiche monumento
- Milano-Sanremo

1958: 76º
1959: 35º
1961: 50º
- Parigi-Roubaix

1961: 34º
1962: 49º
- Giro di Lombardia

1958: 58º
1959: 90º